# Яблонските-Ландсбергене, Она
Она Яблонските-Ландсбергене (лит. Ona Jablonskytė-Landsbergienė, 14 июля 1894, Дуббельн, Российская империя — 22 марта 1957, Каунас, СССР) — литовский врач-офтальмолог; мать политика Витаутаса Ландсбергиса.

## Биография
Она Яблонските родилась в Дубултах Российской империи в семье литовского лингвиста Йонаса Яблонскиса и его жены Констанции.
В годы Первой мировой войны работала медсестрой на фронте. Награждена Георгиевской медалью 4-й степени. В 1920 году окончила 1-й Петроградский медицинский институт и работала врачом.
Приехав в Литву, с 1921 года работала в больнице Красного креста в Каунасе, руководила отделом глазных заболеваний. В 1923—1930 годах была ассистентом в клинике глазных болезней Литовского университета. В 1940—1957 годах работала в 1-й каунасской поликлинике.
В годы Второй мировой войны укрывала от геноцида 16-летнюю Беллу Гурвич. 22 сентября 1992 года посмертно награждена Крестом Спасения погибающих. 3 августа 1995 года израильский Институт Катастрофы и героизма «Яд ва-Шем» присвоил ей звание праведник народов мира.